# SN 2007rf
SN 2007rf – supernowa typu Ia odkryta 30 października 2007 roku w galaktyce A215531+0048. W momencie odkrycia miała maksymalną jasność 21,50m.